# Naoufal Azzagari
Naoufal Azzagari (Goes, 15 januari 2002) is een Nederlands voetballer met Marokkaanse roots die als aanvaller voor Sparta Rotterdam speelt.

## Carrière
Naoufal Azzagari speelde in de jeugd van KAA Gent, KSC Lokeren Oost-Vlaanderen, KVRS Waasland - SK Beveren, KMSK Deinze en FC Eindhoven. Hij debuteerde in het betaald voetbal voor Eindhoven op 12 mei 2021, in de met 2-2 gelijkgespeelde thuiswedstrijd tegen Jong FC Utrecht. Hij begon in de basis en werd in de 66e minuut vervangen door Jacky Donkor. In de eerste wedstrijd van het volgende seizoen mocht hij ook kort invallen. Hij vertrok in de loop van 2021 bij Eindhoven. In 2022 sloot hij aan bij het onder-23-elftal van RFC Seraing.

### Statistieken
| Seizoen                    | Club           | Land           | Competitie     | Competitie | Competitie | Beker | Beker | Totaal | Totaal |
| Seizoen                    | Club           | Land           | Competitie     | Wed.       | Dlp.       | Wed.  | Dlp.  | Wed.   | Dlp.   |
| -------------------------- | -------------- | -------------- | -------------- | ---------- | ---------- | ----- | ----- | ------ | ------ |
| 2020/21                    | FC Eindhoven   | Nederland      | Eerste divisie | 1          | 0          | 0     | 0     | 1      | 0      |
| 2021/22                    | FC Eindhoven   | Nederland      | Eerste divisie | 1          | 0          | 0     | 0     | 1      | 0      |
| Carrièretotaal             | Carrièretotaal | Carrièretotaal | Carrièretotaal | 2          | 0          | 0     | 0     | 2      | 0      |
| Bijgewerkt op 3 maart 2023 |                |                |                |            |            |       |       |        |        |